# La Vengeance d'Ursus
Pour plus de détails, voir Fiche technique et Distribution.
La Vengeance d'Ursus (La vendetta di Ursus) est un film italien réalisé par Luigi Capuano, sorti en 1961.

## Synopsis
Dans la Grèce antique, la princesse Sira, fille du roi Alteo, est enlevée par le perfide roi Zagro afin de contraindre son père à la lui donner comme épouse avec le dessein de s'approprier son royaume. C'est sans compter l'intervention du vaillant Ursus qui, amoureux de Sira, va parvenir à la délivrer en soulevant le peuple contre Zagro.

## Fiche technique
- Titre original : La vendetta di Ursus
- Titre français : La Vengeance d'Ursus
- Réalisation : Luigi Capuano
- Scénario : Luigi Capuano, Marcello Ciorciolini, Roberto Gianviti et Nino Scolaro
- Décors : Alfredo Montori
- Costumes : Antonia Quilici
- Photographie : Oberdan Troiani
- Son : Mario Del Pezzo
- Montage : Antonietta Zita
- Musique : Carlo Innocenzi
- Production : Ferdinand Felicioni
- Société de production : Splendor Film (Italie)
- Sociétés de distribution : Filmar (Italie), CFDC (Compagnie française de distribution cinématographique), Paris Strasbourg Films (France), Francfilms (France), Univers Galaxie films distribution (France)[1]
- Pays d'origine : Italie
- Langue originale : italien
- Format : couleur (Eastmancolor) — 35 mm — 2,35:1 (Techniscope) — monophonique
- Genre : péplum, action
- Durée : 88 minutes
- Dates de sortie :
  - Italie, 7 décembre 1961
  - France, avril 1962
- (fr) Classification CNC : tous publics (visa d'exploitation no 25510 délivré le 18 avril 1962)

## Distribution
- Samson Burke (VF : Georges Aminel) : Ursus
- Gianni Rizzo  (VF : Albert Medina) : Licurgo
- Nerio Bernardi (VF : Raymond Rognoni) : le roi Alteos
- Nadine Sanders (it)  (VF : Jacqueline Carrel) : Sabra
- Wandisa Guida  (VF : Lily Baron) : Sira
- Livio Lorenzon (VF : Jean-Henri Chambois) : le roi Zagro
- Roberto Chevalier (it)  (VF : Charles Boda) : Dario, le petit frère d'Ursus
- Ugo Sasso (VF : Jean Clarieux) : Anio, l'aubergiste
- Franco Fantasia  (VF : Jean Amadou) : le capitaine de la garde
- Mario Meniconi  (VF : Yves Brainville) : geôlier
- Ignazio Balsamo  (VF : Alain Nobis) : Andros
- Carlo Latimer : Ramos
- Gina Rovere  (VF : Nelly Benedetti) : Livia
- Romano Milani (VF : Jean Violette) : un geolier
- Angelo Casadei  (VF : Henri Djanik) :le Tavernier
- Bruno Arie : un compagnon de Anio
- Piero Pastore : un prisonnier
- Riccardo Pizzuti : un soldat
- Amerigo Santarelli : un compagnon de Anio
- Fedele Gentile : un compagnon de Anio
- Attilio Dottesio : Afro
- Nello Pazzafini : un gardien au fouet

## Tournage
Intérieurs : studios Incir De Paolis Rome (Italie).